# Bernard West
Bernie West (30 de mayo de 1918 – 29 de julio de 2010) fue un guionista televisivo de nacionalidad estadounidense, conocido por su trabajo en sitcoms como All in the Family, The Jeffersons y Three's Company.

## Biografía
Nacido en el Bronx, en la ciudad de Nueva York, su verdadero nombre era Bernard Wessler. Consiguió el pregrado en el Baruch College y obtuvo el título de Bachelor of Business Science en publicidad. West trabajó como humorista de nightclub y actuó en gira por el Teatro del Pacífico durante la Segunda Guerra Mundial para la United Service Organizations tras ser rechazado su alistamiento por motivos de índole médica. Como parte del dúo humorístico Ross & West, actuó en el circuito hotelero de las Montañas Catskills y Pocono en compañía de Ross Martin. Tras dejar Martin el número, fue sustituido por Mickey Ross, cuyo nombre original, Isadore Rovinsky, lo cambió para conservar el nombre artístico de la pareja, Ross & West.

### Broadway
West trabajó como actor teatral en el circuito de Broadway en la producción de 1956 de Bells Are Ringing, haciendo el papel de Dr. Kitchell, interviniendo asimismo en la versión cinematográfica de 1960 interpretada por Judy Holliday y Dean Martin. También actuó en el musical de 1962 All American, de Mel Brooks y con la actuación de Ray Bolger, en Poor Bitos (con Donald Pleasence), The Beauty Part (con Bert Lahr), y en 1969 en The Front Page, con Helen Hayes.

### Trabajo televisivo
En televisión West trabajó en The Ed Sullivan Show y The Phil Silvers Show.
Además de ello, en 1971, West y Michael Ross se hicieron guionistas de la serie de Norman Lear All in the Family, colaborando con Don Nicholl como productores. West ganó en 1973 un Premio Emmy por su guion del episodio "The Bunkers and the Swingers", compartido con Ross y Lee Kalcheim. El equipo de guionistas creó el personaje interpretado por Beatrice Arthur en la serie spin-off de All in the Family Maude, además de escribir y producir The Jeffersons, otro spin-off de All in the Family que se mantuvo en antena una década a partir de 1975. En 1977 crearon Three's Company, emitida hasta 1984, así como sus spin-offs The Ropers y Three's a Crowd.
Junto a su esposa Mimi, fallecida en abril de 2004, West fcontribuyó generosamente al mantenimiento de la Los Angeles Free Clinic, y el matrimonio donó en 1997 500.000 dólares para el cuidado dental de niños sin acceso a terapia dental.
Bernard West falleció el 28 de julio de 2010 en su domicilio en Beverly Hills, California, a causa de complicaciones de la enfermedad de Alzheimer de la que estaba aquejado. Tenía 92 años de edad. Le sobrevivieron dos hijas y dos nietos. Fue enterrado en el Cementerio Hillside Memorial Park de Culver City (California). 